# Heavy Tank T29
Der Heavy Tank T29 war ein schwerer, experimenteller US-amerikanischer Panzer aus dem Zweiten Weltkrieg.

## Hintergrund
Im Juni 1944 waren die Alliierten in der Normandie gelandet, hier trafen alliierte Kampfverbände erstmals auf die neuen deutschen Kampfpanzer vom Typ Tiger Ausf. B – Königstiger – mit den langen 8,8-cm-KwK 43. Auch wenn es nicht zu größeren Gefechten kam, führte die Erkenntnis, dass neue schwere deutsche Panzer zu bekämpfen waren und auch die Perspektive irgendwann den "Westwall", also Bunkeranlagen mit Panzerabwehrwaffen, angreifen zu müssen beim Ordnance Department zur Erkenntnis, dass der Heavy Tank T26 E3 dafür nicht ausreichen könnte.
So wurde erstmals am 1. August 1944 von General Gladeon M. Barnes, dem Chief of Research and Engineering, beim Ordnance Department der Assistant Deputy Commissary of the Ordnance, General B. Waldron auf eine Besprechungsnotiz zu einem neuen Projekt für einen schweren Panzer angesprochen. Schon am Folgetag befasste sich der Ausschuss, Ordnance Board and the Armored Center, bei einem Termin im Detroit Arsenal mit dem Thema und es wurde festgelegt, dass das Fahrzeug eine 105-mm-Kanone haben müsse.
Der Sitzungsbericht der Ordnance Commission, OCM 25117C, vom 14. September 1944 fasste zusammen, dass das Fahrzeug potentiell für den Einsatz gegen Bunker und schwer gepanzerte gegnerische Fahrzeug geeignet sein soll, es wurde angemerkt, dass die Entwicklung umgehend beginnen solle. Erste Vorabstudien waren für die Montage einer 105-mm-Kanone, mit einem "Cross-Drive"-Getriebe für schweres Gelände, Drehstabfederung und einer mittig geführten Panzerkette in einem Panzer mit einem 750-PS-Ford-Benzinmotor gemacht worden.
Nicht wissend, ob künftig nicht sogar eine größere Waffe benötigt werden könnte, wurde zeitgleich das Parallel-Projekt Heavy Tank T30 mit einer 155-mm-Kanone begonnen.

## Entwicklung
Der Sitzungsbericht OCM 25117 beschrieb ein Fahrzeug mit 54-Tonnen Gewicht, einer Frontalpanzerung von 228-mm, durch eine 46°-Winkelung der 127-mm starken Panzerung. Der Entwurf des Turmes wurde so einfach, wie nur möglich gehalten, die 102-mm starken Turmwände standen nahezu vertikal. Die Turmkonstruktion folgte dem Schema des M26. Auf der Turmrückseite wurde eine große Ausbuchtung konstruiert, um durch den Überhang das erhebliche Gewicht der vorne im Turm eingebauten Kanone auszugleichen.
Vorgesehen für das neue Fahrzeug war ein Geländegetriebe, ein 750-PS-Ford-Motor. Damit dies alles untergebracht werden konnte, wurde eine vom T26E3 abgeleitete, jedoch größere Wanne benötigt. Im September wurde die Genehmigung für den Bau von Prototypen erteilt. Der amerikanische Generalstab erteilte seine Zustimmung für den Entwurf im Februar 1945.

## Technische Beschreibung
Der T29 erhielt zunächst einen Ford-GAC-V12-Motor mit 770 PS und einen massiven Turm, der die 105-mm-T5-Kanone tragen konnte. Das Fahrzeug erreichte damit ein Gewicht von ca. 65 t, was etwas unter dem des Tiger II lag, und war wie dieser mit einem Leistung-Gewicht-Verhältnis von 12 PS/t zunächst untermotorisiert. Daher wurde die parallel entworfene Weiterentwicklung des T29, der mit einer 155-mm-T7-Kanone bewaffnete T30, mit den stärkeren Allison-V1710-V12-Motoren mit 810 PS ausgestattet.

## Produktion
Die US-Armee strebte eine schnelle Serienproduktion von bis zu 1.000 Fahrzeugen des Typ T29 an, allerdings gelang das nicht mehr, bevor der Krieg in Europa zu Ende war. Daher wurde von einer schnellen Serienproduktion abgesehen und stattdessen eine „limitierte Produktion“ veranlasst. Die ersten Fahrzeuge waren im Juli 1945 fertig. Man plante nun den T29 bei der Erstürmung der japanischen Hauptinseln gegen Bunkeranlagen einzusetzen, wozu es aber durch die schnelle japanische Kapitulation nach den amerikanischen Atombombenabwürfen nicht mehr kam.

So wurden nur eine experimentelle Kleinserie von acht Fahrzeugen gebaut.
Als Erprobungsfahrzeug für Bewaffnung und fahrzeugtechnische Konzepte dienten T29 nach dem Krieg als Ausgangspunkt für die Entwicklung des späteren Panzer M103.

## Varianten
Im Rahmen der Erprobung erfolgten technische Umbauten an einzelnen Fahrzeugen, um neue Technologien zu erproben.

### T29 E1
Das erste bei Detroit Arsenal gefertigte Fahrzeuge wurde an General Motors geschickt, um einen anderen Motor zu erproben. Der Allison-V1710-E32-Motor hatte bei 2.800 Umdrehungen/Minute eine Leistung von 850 PS. Außerdem sollte das CD-850-1 Getriebe eingebaut werden. Für den Einbau war die Wanne 5-cm verlängert worden. Diese Ausführung erhielt im Dezember 1945 die Bezeichnung T29 E1.

### T29 E2
Der zweite gebaute Panzer wurde mit einer Kombination aus hydraulischem Turmantrieb und einem computergestützten, optischen System vom Massachusetts Institute of Technology (MIT) ausgerüstet. Hierbei war die 105-mm-Kanone T5E2 in der Lafettierung T123E2 im Turm montiert.

### T29 E3 (1 Exemplar in Fort Benning)
Im Mai 1945 wurde mit der Erprobung eines eingebauten Feuerleitsystems begonnen. Dies Konzept stammte aus der Entwicklung des Medium Tank T25E1 No. 13 bei dem ein stereoskopischer Entfernungsmesser, Typ T31, eingebaut war. Die neueste Weiterentwicklung war der T31E1 mit dem Teleskop T93E2 in der Persikophalterung T136, die letztlich Mitte 1948 als Entfernungsmesser T29E3 eingeführt wurde.
Außerdem wurden in diesem Fahrzeug drei Panorama-Teleskope (T141, T144 und T145) für das indirekte Schießen mit der 105-mm-Kanone montiert.

## Verbleib
Keines der Fahrzeuge ging durch Kampfhandlungen verloren und so sind heute noch 7 von ursprünglich 8 Fahrzeugen vorhanden. Auch wenn diese durch Umbauten nicht mehr alle als T29 anzusprechen sind oder zur Schwesterserie T30 gehören.
Eines der acht Fahrzeuge ist im Patton Museum in Fort Knox zu besichtigen und das National Armor and Cavalry Museum in Fort Benning verfügt wohl über einen T29 und den T29 E3.